# Erpel
Erpel ist eine Ortsgemeinde im Landkreis Neuwied im Norden von Rheinland-Pfalz, am rechten Ufer des Mittelrheins. Sie gehört der Verbandsgemeinde Unkel an.

## Geographie
Der Ortskern liegt im Unteren Mittelrheintal gegenüber von Remagen am Rande des Naturparks Rhein-Westerwald. Im Osten des Gemeindegebiets erstreckt sich der Erpeler Kirchspielwald bis auf den Rheinwesterwälder Vulkanrücken. Dort wird südlich der Spitze des 430 m ü. NHN hohen Asbergs der höchste Punkt des Gemeindegebiets erreicht. Der äußere Osten der Gemarkung von Erpel, deren Grenze dort durch den Erpeler Bach markiert wird, lässt sich bereits der Asbacher Hochfläche zurechnen.
Etwa 60 % des Gemeindegebiets sind Landwirtschaftsfläche, gut ein Fünftel ist bewaldet und knapp ein Sechstel ist als Siedlungs- und Verkehrsfläche ausgewiesen.

### Gemeindegliederung
Zur Gemeinde Erpel gehört der nördlich des Hauptortes über dem Rheintal auf etwa 200 m ü. NHN liegende Ortsteil Orsberg. Im Osten des Gemeindegebiets befindet sich unmittelbar nördlich von Kretzhaus auf rund 350 m ü. NHN der Wohnplatz Reifstein, der ein ehemaliges Forsthaus sowie ein Jagdhaus umfasst. Weitere Wohnplätze auf Gemeindegebiet sind Erpeler-Ley-Plateau und Bierbrauerei Sankt Severinsberg.

### Nachbargemeinden
Im Norden grenzt die Ortsgemeinde an Unkel und Bruchhausen, im Nordosten an Windhagen, im Osten an Vettelschoß sowie im Süden an Kasbach-Ohlenberg und Linz am Rhein. Die westliche Gemeindegrenze zu Remagen verläuft in der Mitte des Rheins.

## Geschichte

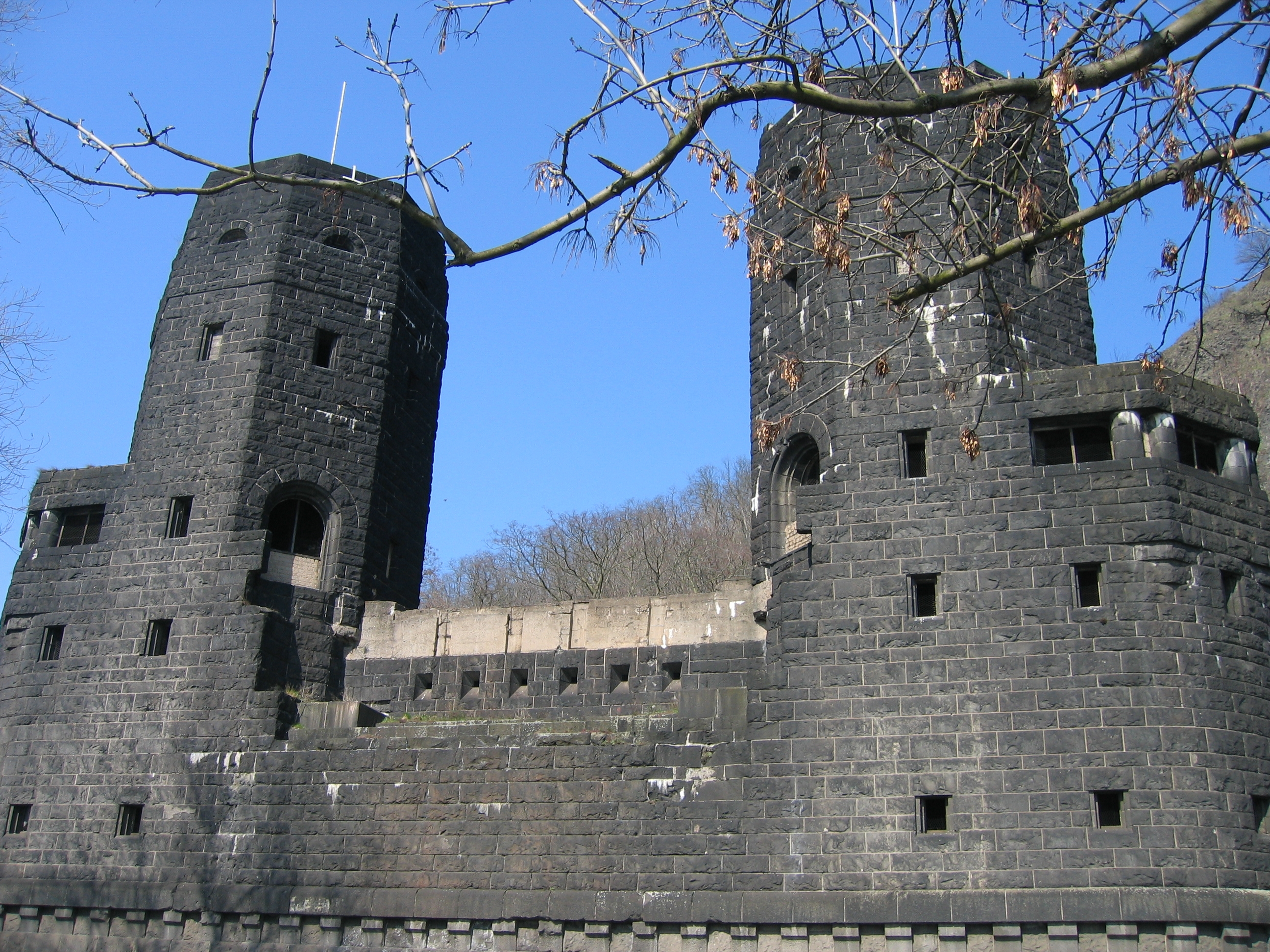
Ehemaliges Ostportal der Ludendorff-Brücke in Erpel

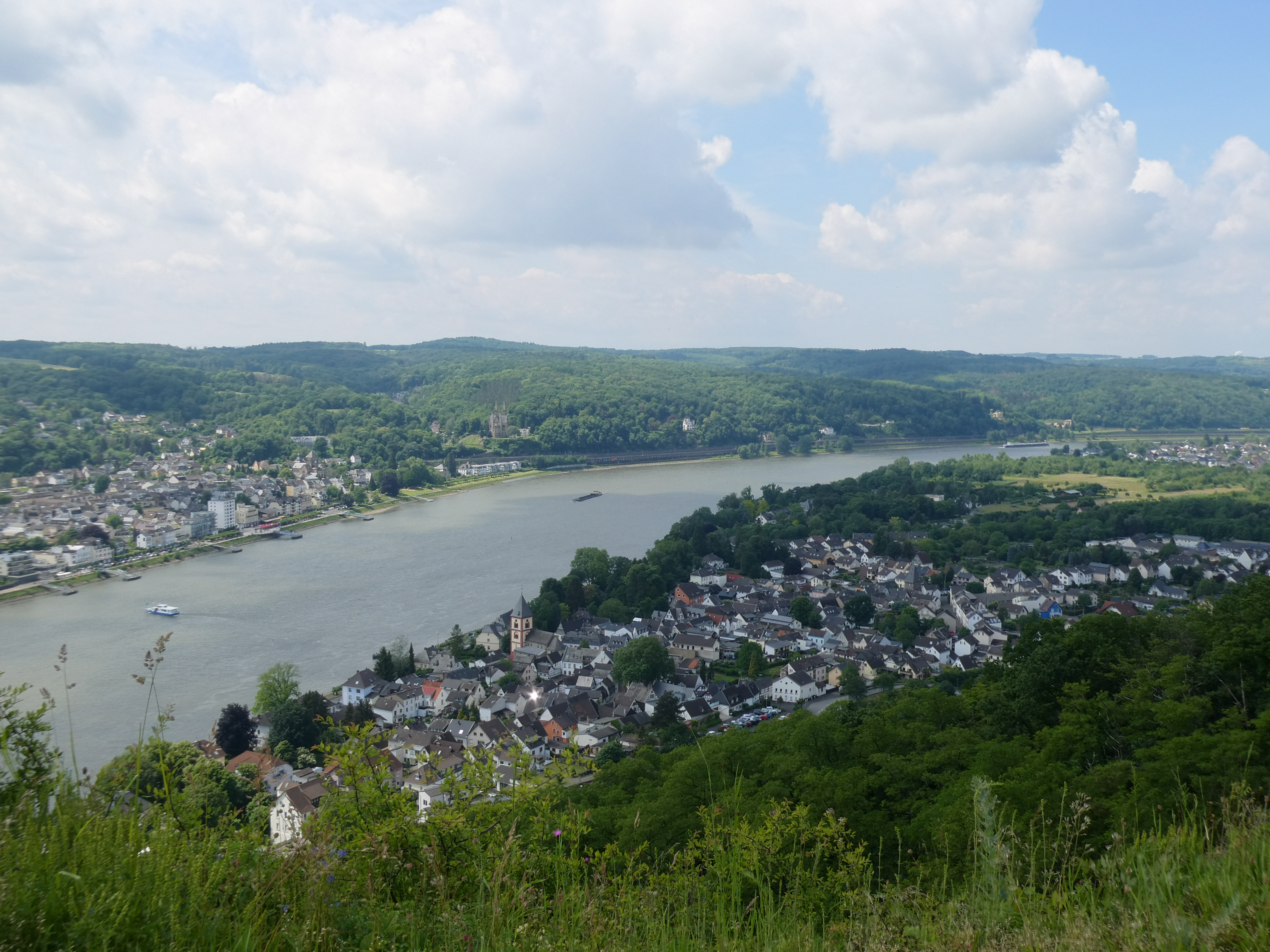
Erpel (diesseits) und Apollinariskirche in Remagen (jenseits des Rheines)

### Ortsgeschichte
Nachdem es in Erpel ab dem 14. Jahrhundert eine verstärkte städtische Entwicklung gegeben hatte, erhielt es um 1420 Marktrechte. Die Landeshoheit bzw. ungeteilte Gerichtsherrschaft übte in Erpel spätestens seit 1493 das Kölner Domkapitel aus. Somit war Erpel als Herrschaft (auch als „Herrlichkeit“ bezeichnet) unabhängig von der weltlichen Macht des Kurfürstentums Köln, zu dessen Territorium die umliegenden und durch das Amt Linz verwalteten Ortschaften zählten. Zur Herrschaft Erpel gehörten auch Bruchhausen, Casbach (Erpelerseits), Heister und Orsberg. 1670 umfasste sie 124 Häuser.
Die Herrschaft Kurkölns endete 1803 nach über 500 Jahren mit dem Reichsdeputationshauptschluss. Das kurkölnische Gebiet in dieser Region wurde zunächst dem Fürstentum Nassau-Usingen zugeordnet und kam 1806 aufgrund der Rheinbundakte zum Herzogtum Nassau. Die vormalige Herrlichkeit Erpel unterstand anschließend der Verwaltung des nassauischen Amtes Linz. Nach den auf dem Wiener Kongress geschlossenen Verträgen wurde das Gebiet 1815 an das Königreich Preußen abgetreten. Erpel wurde eine Gemeinde im damals neu gebildeten Kreis Linz (ab 1822 Kreis Neuwied) im Regierungsbezirk Koblenz und von der Bürgermeisterei Unkel verwaltet. 1843 wurde Erpel als Flecken bezeichnet. Der Wein wurde zum wichtigsten Handelsartikel. Der Weinbau hatte bis ins 20. Jahrhundert eine große Bedeutung für Erpel.
Die Ludendorff-Brücke über den Rhein nach Remagen wurde von 1916 bis 1918 erbaut, um mehr Truppen und Kriegsmaterial an die Westfront bringen zu können. Kaiser Wilhelm II. gab ihr im Jahr 1918 diesen Namen, aus Dankbarkeit gegenüber dem ersten Quartiermeister-General der Infanterie, Erich von Ludendorff. Heute ist das Verkehrsbauwerk eher als Brücke von Remagen ein Begriff, auch durch den Spielfilm dieses Namens. Ihre Eroberung am 7. März 1945 durch US-Truppen stellt ein wichtiges Ereignis des Zweiten Weltkriegs dar. Wenig später stürzte die Eisenbahn- und Fußgängerbrücke ein; sie wurde nicht wieder aufgebaut. Allerdings existieren noch beide Brückenportale sowie auf der Erpeler Seite der zuführende Eisenbahntunnel. Das denkmalgeschützte Ostportal auf der Erpeler Seite befindet sich seit Kriegsende in einem wenig veränderten Zustand. Der Zugang zu den Türmen ist von der einen Seite her zugemauert, von der anderen aber durch eine Stahltür möglich. Im Remagener Westportal ist seit dem 7. März 1980 ein Friedensmuseum eingerichtet.
Am 7. Juni 1969 wurde die bis dahin selbständige Gemeinde Orsberg nach Erpel eingemeindet.

### Bevölkerungsentwicklung
Die Entwicklung der Einwohnerzahl von Erpel bezogen auf das heutige Gemeindegebiet; die Werte von 1871 bis 1987 beruhen auf Volkszählungen:
| Jahr | Einwohner |
| ---- | --------- |
| 1815 | 871       |
| 1835 | 1.144     |
| 1871 | 1.175     |
| 1905 | 1.168     |
| 1939 | 1.447     |
| 1950 | 1.519     |
| 1961 | 1.840     |

| Jahr | Einwohner |
| ---- | --------- |
| 1970 | 2.059     |
| 1987 | 2.231     |
| 1997 | 2.501     |
| 2005 | 2.620     |
| 2011 | 2.531     |
| 2017 | 2.543     |
| 2023 | 2.530     |

## Politik

### Gemeinderat

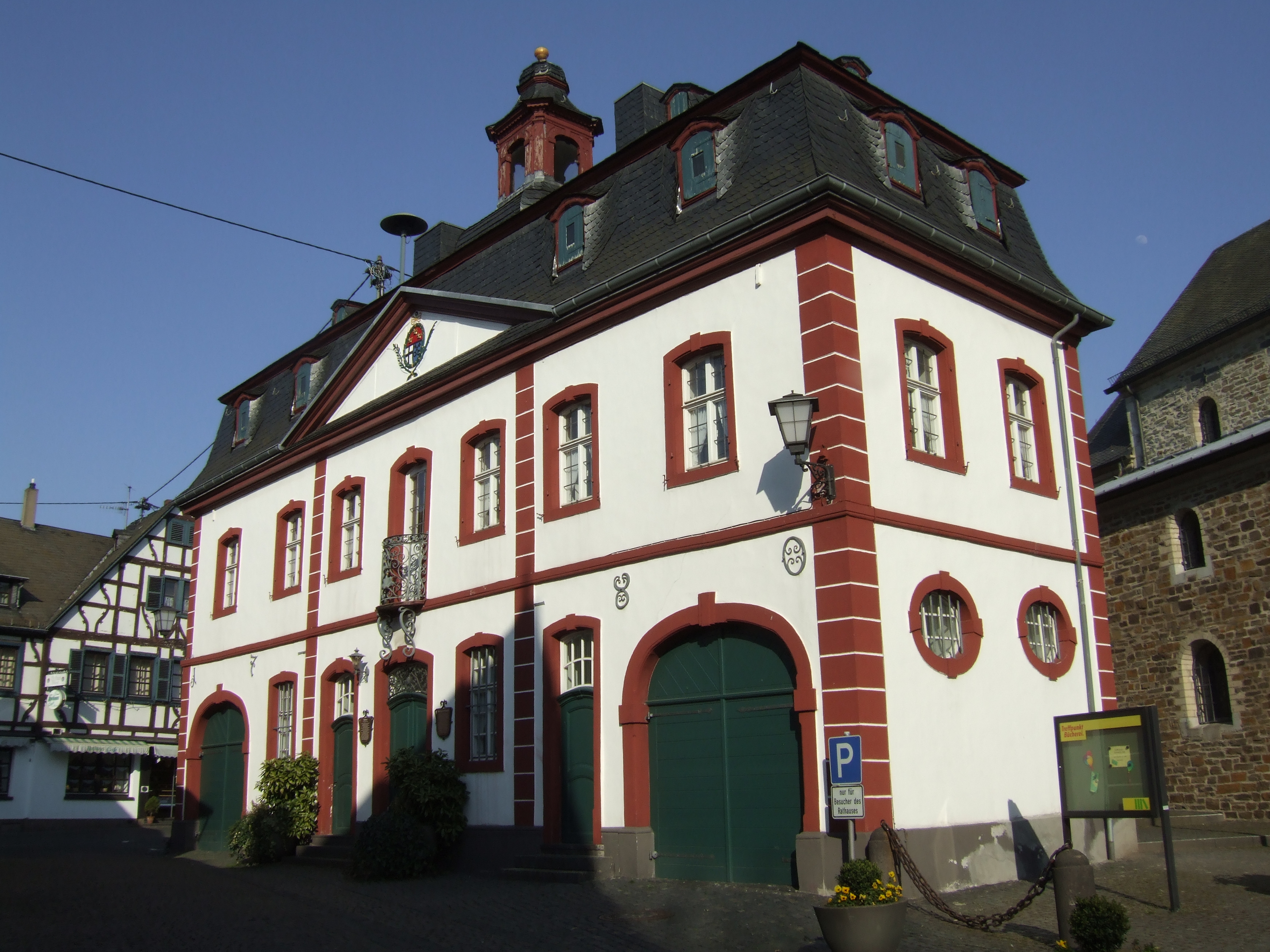
Rathaus Erpel

Der Gemeinderat in Erpel besteht aus 20 Ratsmitgliedern, die bei der Kommunalwahl am 9. Juni 2024 in einer personalisierten Verhältniswahl gewählt wurden, und dem ehrenamtlichen Ortsbürgermeister als Vorsitzendem.
Die Sitzverteilung im Gemeinderat:
| Wahl | SPD | CDU | Grüne | DvOE | FWG | Gesamt   |
| ---- | --- | --- | ----- | ---- | --- | -------- |
| 2024 | 3   | 8   | 2     | 7    | –   | 20 Sitze |
| 2019 | 4   | 8   | –     | 8    | –   | 20 Sitze |
| 2014 | 4   | 10  | –     | –    | 2   | 16 Sitze |
| 2009 | 4   | 12  | –     | –    | 4   | 20 Sitze |
| 2004 | 4   | 12  | –     | –    | 4   | 20 Sitze |

- DvOE = Demokratie vor Ort Erpel e. V.
- FWG = Freie Wählergruppe Erpel e. V.

### Bürgermeister
Günter Hirzmann (CDU) wurde am 12. August 2019 Ortsbürgermeister von Erpel. Bei der Direktwahl am 26. Mai 2019 war er mit einem Stimmenanteil von 52,86 % gewählt worden. Bei der Direktwahl am 9. Juni 2024 wurde er als einziger Bewerber mit 66,3 % für weitere fünf Jahre in seinem Amt bestätigt.
Hirzmanns Vorgänger waren Cilly Adenauer (CDU, Bürgermeisterin 2009–2019), Heinrich Schwarz und Edgar Neustein.

### Wappen
| Wappen von Erpel | Blasonierung: „Unter rotem Schildhaupt, darin drei, 1:2 gestellte goldene Laubkronen, gespalten von Silber und Blau; vorn ein durchgehendes schwarzes Balkenkreuz; hinten zwei schräggestellte goldene Schlüssel.“                                                                                   |
| Wappen von Erpel | Wappenbegründung: Alle Symbole des Wappens – die Kronen der Hl. Drei Könige, die Petrusschlüssel sowie das schwarze Kreuz – weisen auf das Kölner Domkapitel hin, das 1130–1803 die „Herrschaft Erpel“ als Lehen des Kölner Erzbischofs besaß. Seit wann das Wappen rechtsgültig ist, ist unbekannt. |

## Kultur und Sehenswürdigkeiten

### Sehenswürdigkeiten

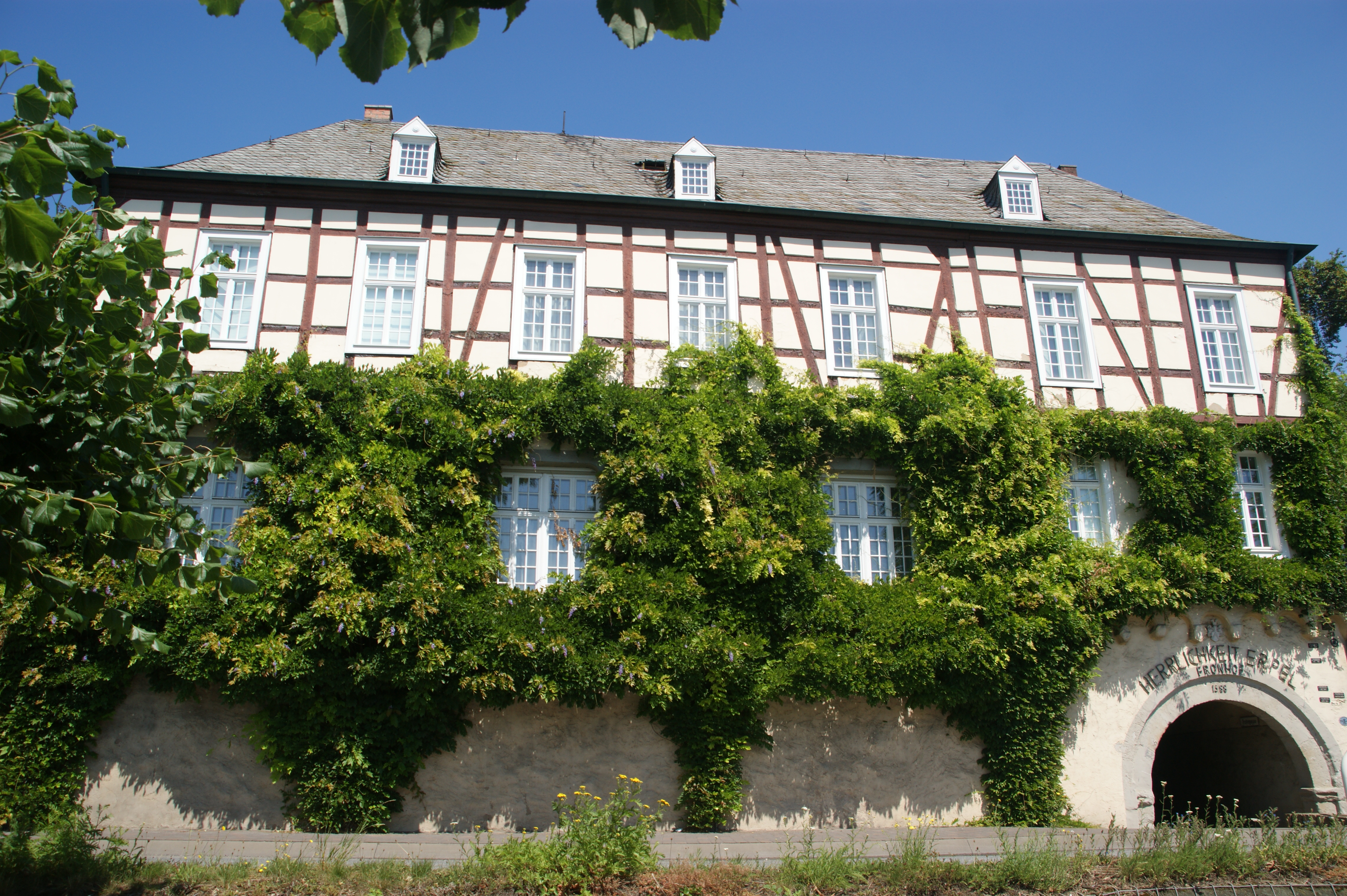
Fronhof mit Rheintor

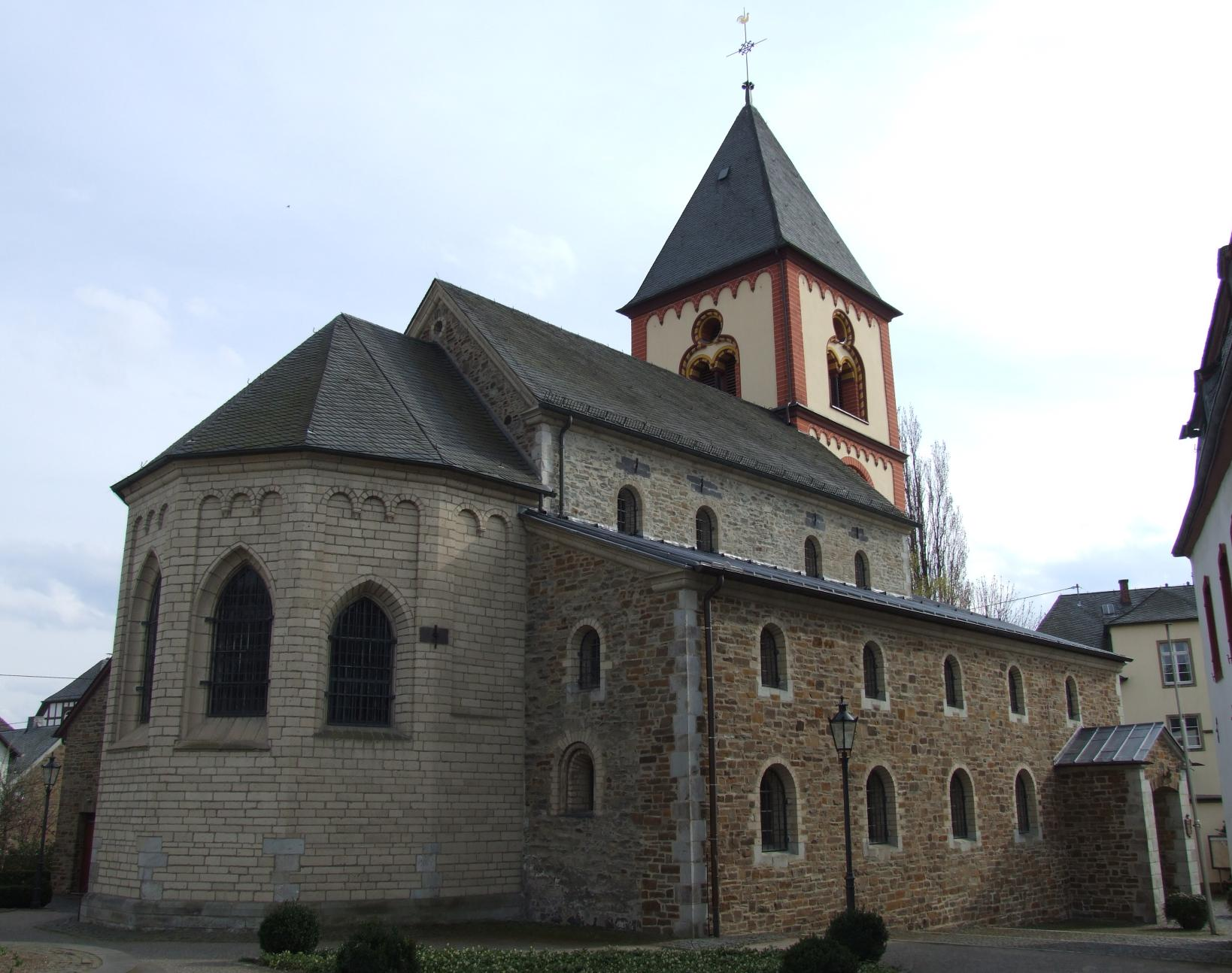
St. Severinus

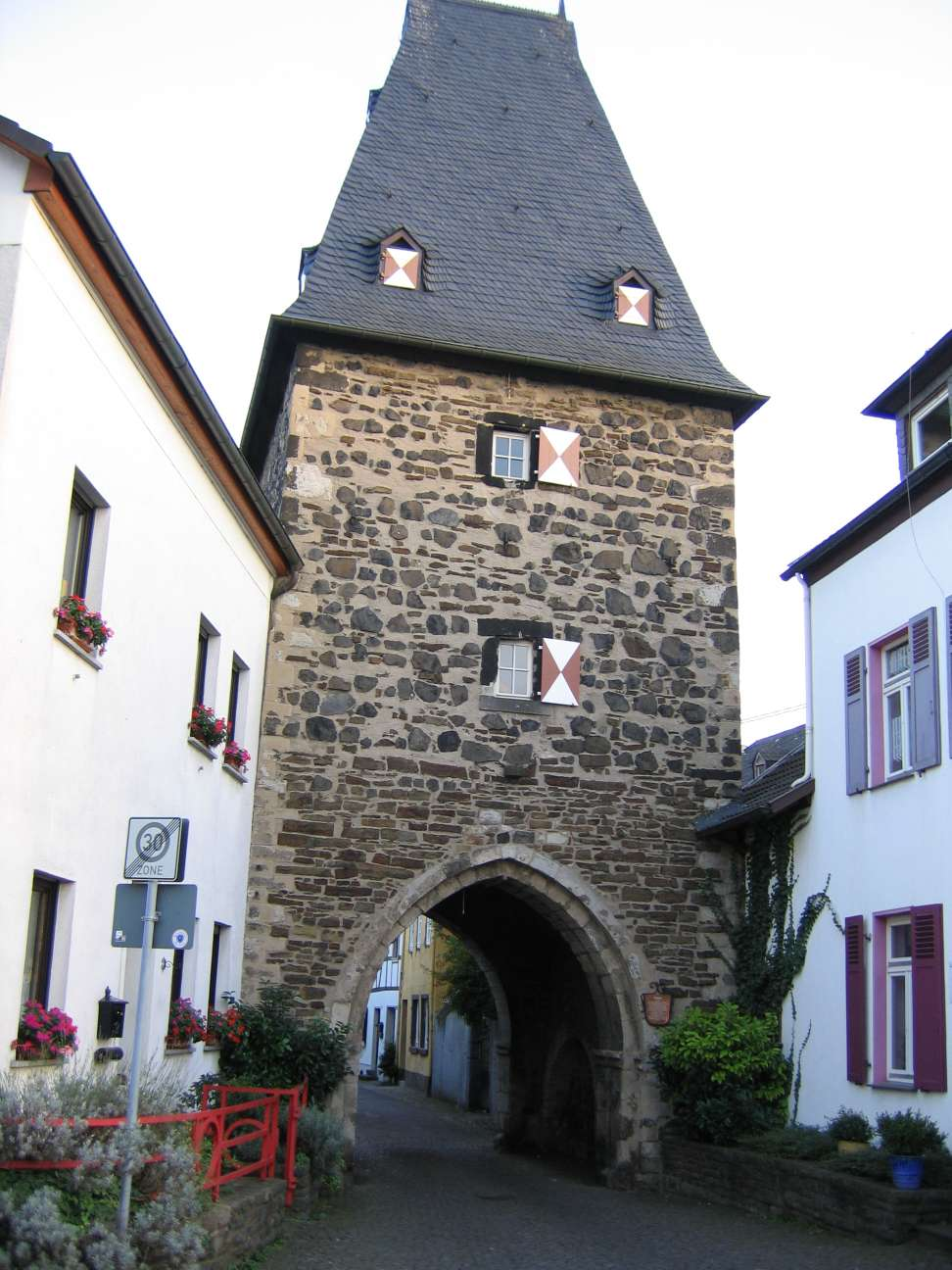
Neutor

Erpels mittelalterliches Ortsbild mit Resten der rechteckigen Ummauerung aus dem Jahre 1420, die Lage am Rhein in Blickweite des Siebengebirges (Aussichtspunkt Erpeler Ley mit eindrucksvollen Basaltformationen) machen neben den zwei erhaltenen Stadttoren (Rheintor und Neutor) und dem renovierten Rathaus einen bedeutenden Teil seines touristischen Potenzials aus.
Das barocke Rathaus mit Mansarddach und kleinem Dachreiter wurde 1780 an der Stelle eines kleineren Bürger- und Gerichtshauses aus dem Jahr 1624 von dem Maurermeister und Architekten Franz Ignaz Freeg gebaut. Von 1803 bis 1966 war es im Besitz des Kirchspiels Erpel (umfasste Bruchhausen, Niederkasbach, Heister, Orsberg und Erpel), von 1816 bis 1822 war es Residenz des Landrats des Kreises Linz. Das Rathaus wurde in den Jahren 1930, 1976 und 1990 renoviert.
Das Neutor wurde um 1420 erbaut und war Teil einer als Ringmauer errichteten zweiten Befestigung nach Erweiterung des Ortskerns nach Norden. Das Linzer Tor im Süden und das Schleidentor östlich vom Marktplatz sind nicht erhalten, das Rheintor aus dem frühen 13. Jahrhundert wurde um 1589 mit dem Fronhof überbaut. Südlich am Rhein sind noch Reste eines Rundturms erhalten.
Die um 1230 erbaute Kirche St. Severinus vereint frühromanische und frühgotische Bauabschnitte in sich, der Turm stammt von einer älteren einschiffigen Kirche, vermutlich aus dem 10. Jahrhundert. Der Turm enthält auch die große Osannaglocke aus dem Jahr 1388. Die Kirchenfenster im Chor wurden im 15. Jahrhundert vergrößert, weitere Umbauten erfolgten im 18. Jahrhundert. Nach einer Legende nahm das ältere Gotteshaus vorübergehend die Gebeine der Heiligen drei Könige auf, als der Erzbischof Rainald von Dassel sie 1164 von Mailand nach Köln brachte. Daran erinnern die drei Kronen im oberen Feld des Ortswappens.
Das herausragende Zeugnis der jüngeren Geschichte in Erpel sind die Überreste der Brücke von Remagen (s. Abschnitt Geschichte).

### Wanderwege

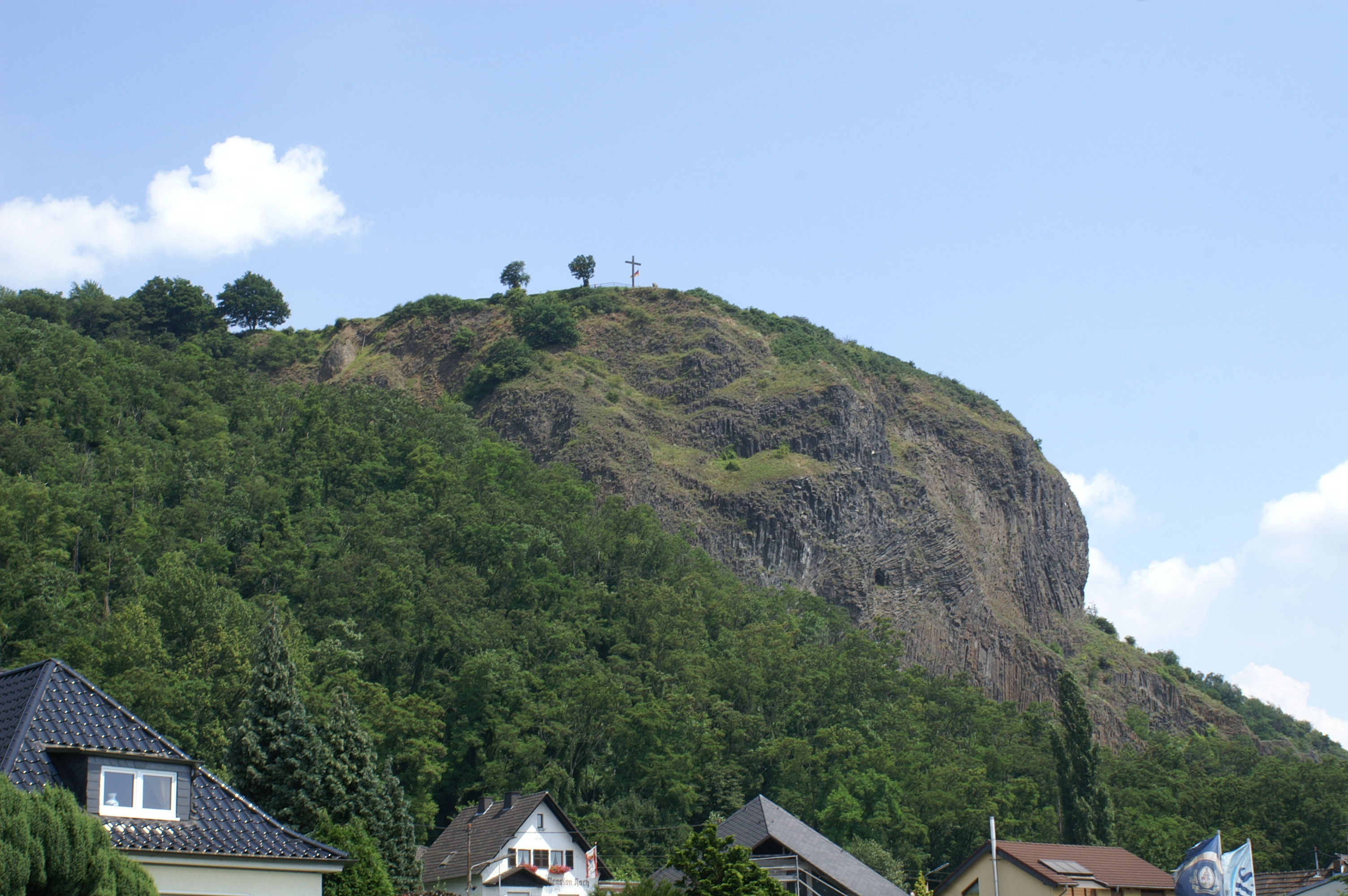
Basaltfels Erpeler Ley

Der Rheinsteig, der rechtsrheinische Fernwanderweg von Bonn nach Wiesbaden, führt auf der Etappe von Unkel nach Leubsdorf (16,7 km, 500 Höhenmeter) durch den Ortsteil Orsberg und über die Erpeler Ley. Dieser hochaufragende Felsen bietet einen der schönsten Rheintalblicke.

### Regelmäßige Veranstaltungen
- Karnevalszug am Karnevalssonntag
- Rhein in Flammen: am ersten Samstag im Mai. Großfeuerwerke und Schiffsrundfahrt von Linz am Rhein entlang Erpel, Unkel, Remagen, Rheinbreitbach, Rheininsel Nonnenwerth bei Bad Honnef, Bad Godesberg, Königswinter zur Bonner Rheinaue bei Bonn.
- Kirmes: jeweils am dritten Wochenende im Juni (von Freitag bis einschließlich Montag).
- Weinfest: jeweils am Wochenende mit dem dritten Sonntag im September (von Freitag bis einschließlich Montag) mit Festumzug/Blumenkorso am Sonntag

## Verkehr

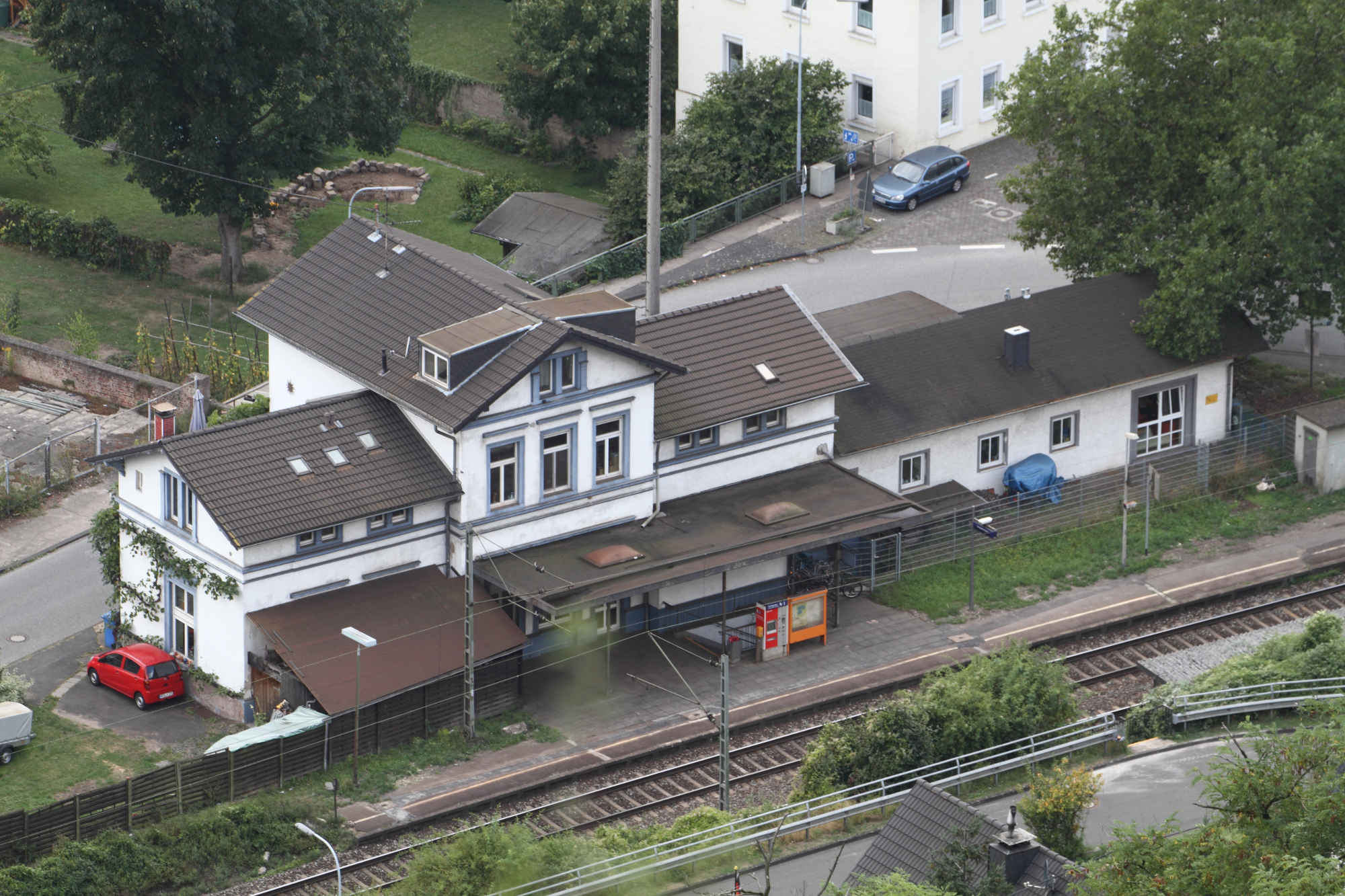
Bahnhof Erpel

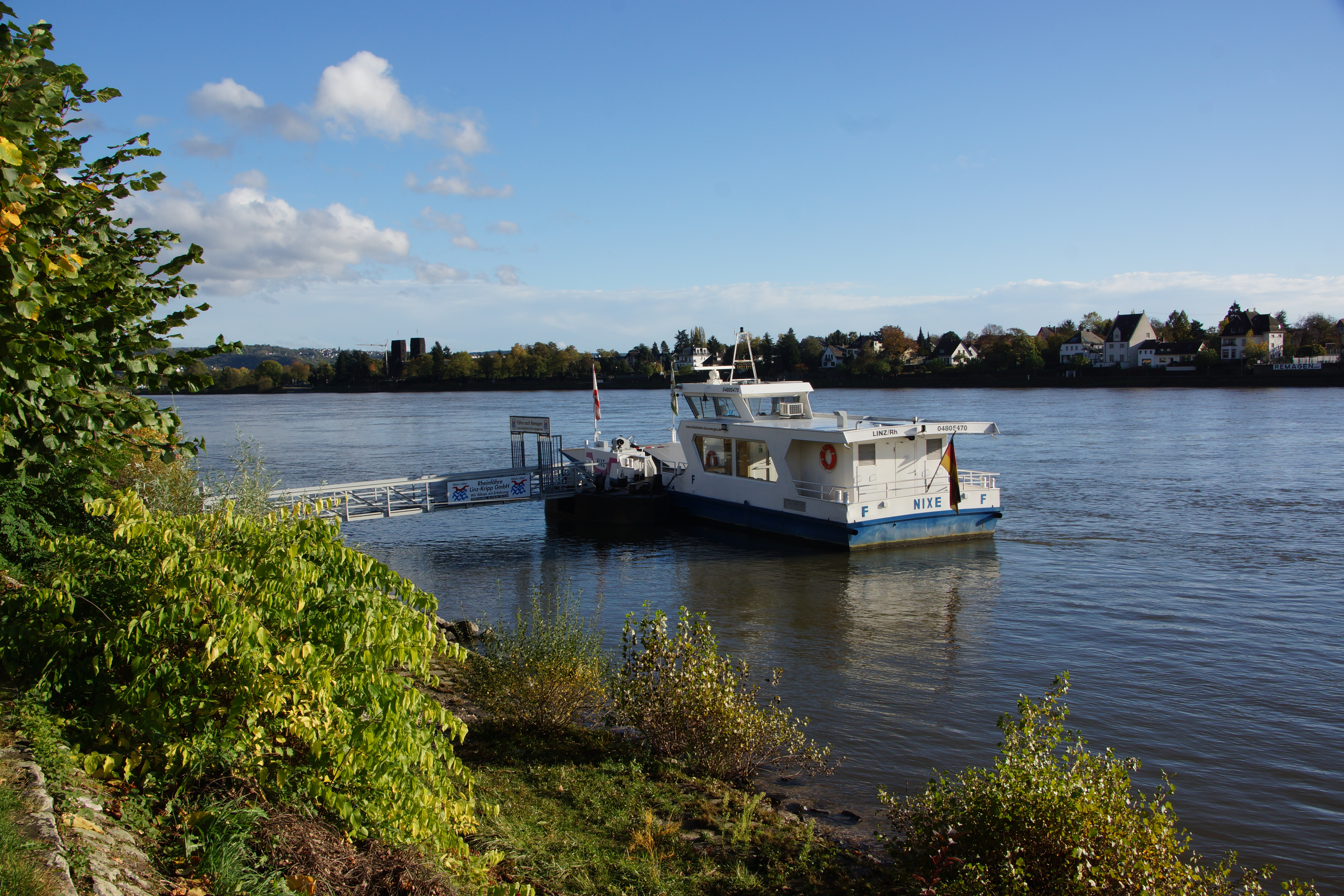
Personenfähre Remagen-Erpel

Der Haltepunkt Erpel war früher ein Bahnhof, der 1958 ein Drucktastenstellwerk erhielt. 1960 wurde ein zweiter Bahnsteig mitsamt Unterführung errichtet. Hier hält die Regionalbahn 27 (Mönchengladbach–Köln–Koblenz) sowie morgens im Berufsverkehr ein Zug des Regionalexpress 8 (Mönchengladbach–Köln–Koblenz) auf der rechten Rheinstrecke.
| Linie | Verlauf | Takt   |
| ----- | --- | ------ |
| RE 8  | Rhein-Erft-Express: (Mönchengladbach Hbf – Rheydt Hbf – Rheydt-Odenkirchen – Hochneukirch – Jüchen – Grevenbroich –)* Rommerskirchen – Stommeln – Pulheim – Köln-Ehrenfeld – Köln Hbf – Köln Messe/Deutz – Porz (Rhein) – Troisdorf – Friedrich-Wilhelms-Hütte – Menden (Rheinl) – Bonn-Beuel – Bonn-Oberkassel – Niederdollendorf – Königswinter – Rhöndorf – Bad Honnef (Rhein) – Unkel – Linz (Rhein) – Bad Hönningen – Rheinbrohl – Neuwied – Urmitz Rheinbrücke – Koblenz-Lützel – Koblenz Stadtmitte – Koblenz Hbf * nur werktags Stand: Fahrplanwechsel Dezember 2023                                | 60 min |
| RB 27 | Rhein-Erft-Bahn: Mönchengladbach Hbf – Rheydt Hbf – Rheydt-Odenkirchen – Hochneukirch – Jüchen – Grevenbroich – Rommerskirchen – Stommeln – Pulheim – Köln-Ehrenfeld – Köln Hbf – Köln Messe/Deutz – Köln/Bonn Flughafen – Troisdorf – Friedrich-Wilhelms-Hütte – Menden (Rheinl) – Bonn-Beuel – Bonn-Oberkassel – Niederdollendorf – Königswinter – Rhöndorf – Bad Honnef (Rhein) – Unkel – Erpel (Rhein) – Linz (Rhein) – Leubsdorf (Rhein) – Bad Hönningen – Rheinbrohl – Leutesdorf (Rhein) – Neuwied – Engers – Vallendar – Koblenz-Ehrenbreitstein – Koblenz Hbf Stand: Fahrplanwechsel Dezember 2023 | 60 min |

Die B 42 verläuft durch Erpel und verbindet es mit den Städten in Richtung Bonn (Unkel, Bad Honnef, Königswinter) und in Richtung Koblenz (darunter Bad Hönningen, Neuwied). Die Trasse in Erpel wurde von August 2001 bis Juli 2002 höher gelegt, um die Anzahl der Sperrungen wegen Hochwassers zu verringern. Die Höherlegung war sehr umstritten, weil ein Teil der Stadtmauer zugebaut wurde.
Die Rheinfähre „Nixe“ bietet bei Kilometer 633 eine direkte Überquerung des Stromes nach Remagen für Personen und Fahrräder.

## Persönlichkeiten, die mit Erpel in Verbindung stehen
- Anna Katharina Spee (1590–1631) war Opfer der Hexenverfolgungen.
- Martin Diedenhofen (* 1995), Politiker (SPD), MdB, wuchs in Erpel auf.

## Trivia

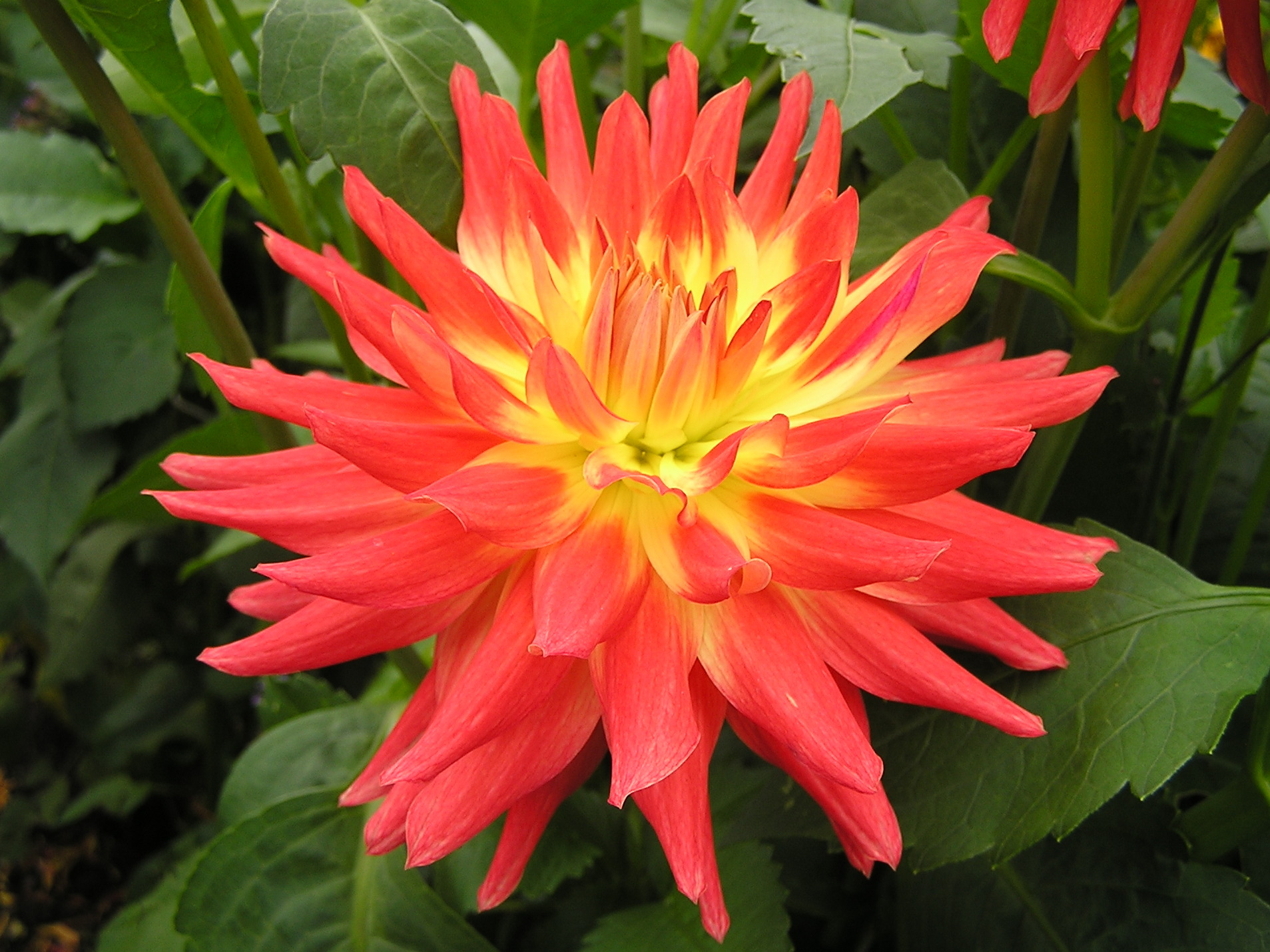
Dahlie 'Herrlichkeit Erpel'

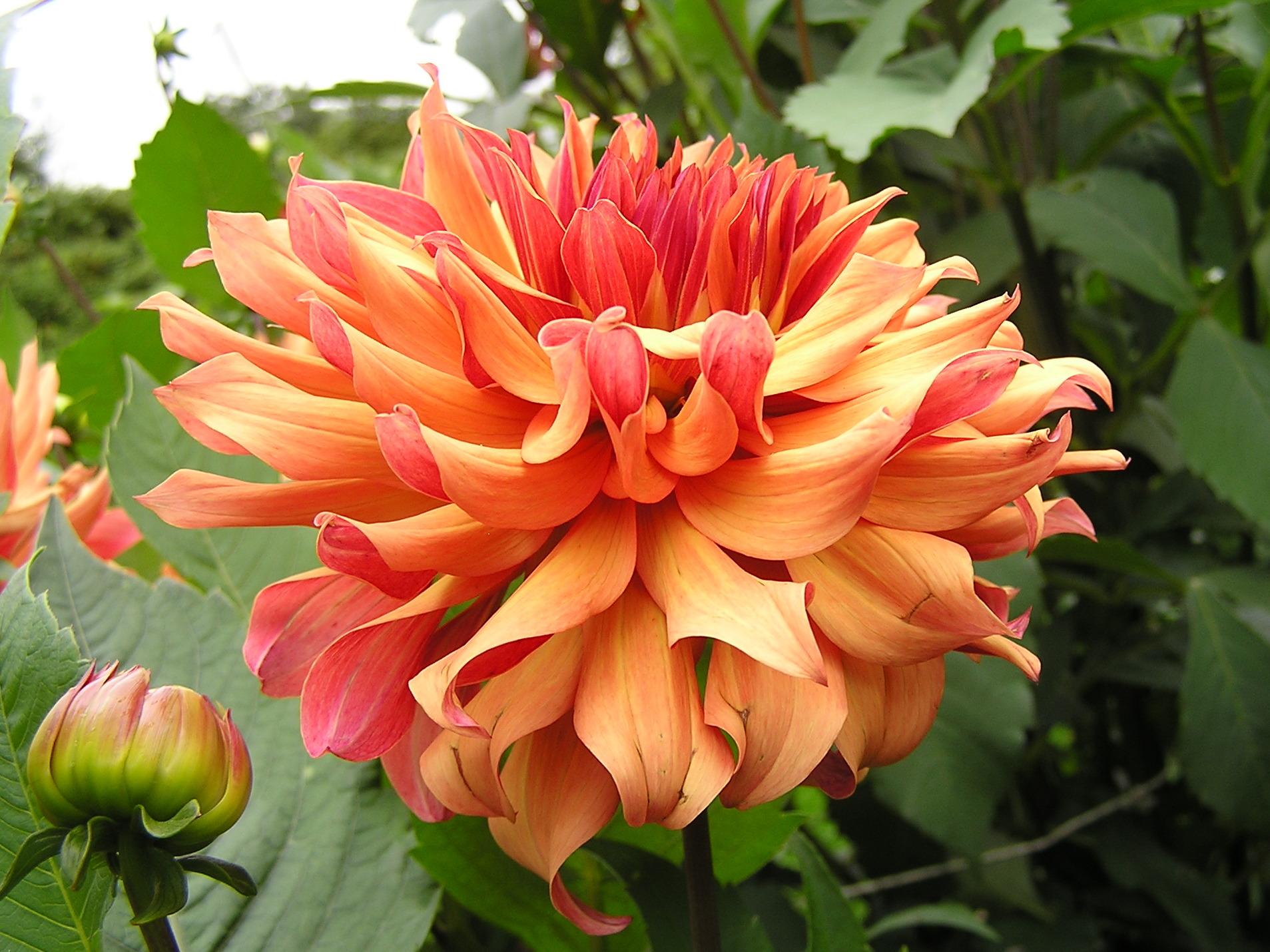
Dahlie 'Erpeler Ley'

Anlässlich des Erpeler Weinfestes 2014 wurden zwei Dahlienneuzüchtungen auf die Namen „Herrlichkeit Erpel“ und „Erpeler Ley“ getauft.
Seit 2015 erblühen diese beiden Erpeler Dahlien in den Grünanlagen der Gemeinde und in vielen Privatgärten des Ortes.